# El soñador
El soñador (Las ruinas de Oybin) es un cuadro del pintor Caspar David Friedrich, realizado en 1835, que se encuentra en el Museo del Hermitage de San Petersburgo, Rusia.
Realizado cinco años antes de su muerte, el cuadro representa a un personaje solitario en medio de las ruinas del Monasterio de Oybin, símbolo de lo perecedero y transitorio. Como en otras obras de temática similar (por ejemplo, Abadía en el encinar, 1810) la mezcla de arquitectura gótica y naturaleza representa el contraste ideal en la mente del artista. Las ruinas representan la alegoría de la religión del pasado, frente a la fuerza vital de los árboles y la luz. En la obra sobrevuela la idea de que la naturaleza ha vencido a la iglesia. Como un "memento mori" invita a meditar en la vanidad de los asuntos humanos.
Friedrich logra trasmitir gran misticismo por medio de una luz propia del crepúsculo que inunda todo el lienzo.
La obra parece reflejar el espíritu de soledad y melancolía que debió embargar al autor ante la proximidad de su propia muerte.
Esta obra se puede incluir entre las denominadas pinturas crepusculares calificadas como las pinturas del espíritu por excelencia.